# Стадіон Джавахарлала Неру (Ченнаї)
Стадіон (імені) Джавахарлала Неру (англ. Jawaharlal Nehru Stadium, також відомий як Марина Арена) — багатоцільовий стадіон у Ченнаї, Індія. Він розрахований на 40 000 місць.  Тут проводяться футбольні матчі та змагання з легкої атлетики. Комплекс також містить багатоцільовий критий стадіон місткістю 5000 місць, де проводяться ігри у волейбол, баскетбол і настільний теніс . Стадіон також використовується для заходів і концертів. Стадіон названий на честь Джавахарлала Неру , першого прем'єр - міністра Індії . Стадіон раніше приймав тестові матчі з крикету між 1956 і 1965 роками.  Станом на 19 серпня 2017 року проведено 9 тестів.
Стадіон розташований на Sydenhams Road, Park Town за центральною приміською залізничною станцією Chennai та Ripon Building. Футбольна команда «Таміл Наду», яка грає в Santosh Trophy, і Chennaiyin FC, команда індійської Суперліги, яка представляє місто, використовують стадіон як свій домашній майданчик.
На стадіоні відбудуться церемонії відкриття та закриття 44-ї шахової Олімпіади.